# George Scholes
George Scholes (né le 24 novembre 1928 à Toronto et mort le 18 novembre 2004 à Mississauga) est un joueur canadien de hockey sur glace. Lors des Jeux olympiques d'hiver de 1956, il remporte la médaille de bronze.

## Palmarès
- Médaille de bronze aux Jeux olympiques de Cortina d'Ampezzo en 1956